# Ilybius quadriguttatus
Ilybius quadriguttatus es una especie de escarabajo del género Ilybius, familia Dytiscidae. Fue descrita científicamente por Lacordaire en 1835.

## Distribución geográfica
Ilybius quadriguttatus es una especie de escarabajo originaria de Europa y Cercano Oriente. En Europa, se encuentra en Austria, Bielorrusia, Bélgica, Bulgaria, Croacia, República Checa, Dinamarca continental, Estonia, Finlandia, Francia continental, Alemania, Gran Bretaña, incluida la isla de Man, Hungría, Italia continental, Kaliningrado, Letonia, Liechtenstein, Lituania, Noruega continental, Polonia, Rumania, Rusia, Eslovaquia, Eslovenia, España continental, Suecia, Suiza, Países Bajos, Ucrania y Yugoslavia.